# G.I. Jane
G.I. Jane és una pel·lícula de drama bèl·lic estatunidenc de 1997 dirigida per Ridley Scott i protagonitzada per Demi Moore, Viggo Mortensen i Anne Bancroft. La pel·lícula explica la història fictícia de la primera dona que se sotmet a un entrenament d'operacions especials similar al dels SEAL de la Marina nord-americana.
La pel·lícula va ser produïda per Largo Entertainment, Scott Free Productions i Caravan Pictures, i distribuïda per Hollywood Pictures. Va rebre crítiques mixtes, amb l'actuació de Moore rebent crítiques i guanyant el premi Razzie a la pitjor actriu. També va tenir un baix rendiment a la taquilla, recaptant 48 milions de dòlars amb un pressupost de 50 milions.

## Argument
Jordan O'Neil s'enrola a la Navy S.E.A.L. i participa en un curset intens, fins ara reservat només als homes. No desitjant tenir un tracte de favor amb el pretext que és una dona, acabarà el curset sent tractada igual que els homes.

## Repartiment
- Demi Moore: Tinent Jordan O'Neil
- Viggo Mortensen: John James 'Jack' Urgayle
- Anne Bancroft: Senadora Lillian DeHaven
- Jason Beghe: Royce
- Daniel von Bargen: Theodore Hayes
- John Michael Higgins: Cap
- Kevin Gage: Sergent Max Pyro, Instructor
- David Warshofsky: Sergent Johns, Instructor
- David Vadim: Sergent Cortez
- Morris Chestnut: McCool
- Josh Hopkins: F. Lee 'Flea' Montgomery
- James Caviezel: 'Slov' Slovnik
- Boyd Kestner: 'Wick' Wickwire
- Angel David: Newberry
- Stephen Ramsey: Stamm
- Gregg Bello: Miller
- Scott Wilson: Capità Salem
- Lucinda Jenney: Tinent Blondell
- David Bruce
- Chris Soule